# خوس‌دوزی
خوس‌دوزی یکی از انواع رودوزی‌های سنتی و از جمله هنرهای بومی مناطق جنوب ایران به‌‌خصوص استان هرمزگان است. این هنر از زمان صفویه از کشور هند وارد ایران شد و پس از آن در استان‌های خوزستان، هرمزگان، بوشهر و فارس نیز رواج یافت. خوس‌دوزی هرمزگان در سال ۱۳۸۹ در آثار ملی ایران به ثبت رسید و خوس‌دوزی بوشهر سال ۱۴۰۰ در موزه بخارای ازبکستان مهر اصالت ملی را به خود اختصاص داد.
مواد اولیه خوس‌دوزی نخ طلا و نقره است، اما اکنون از نوارهای پلاستیکی رنگی استفاده هم می‌شود. نقوشی که در طراحی این هنر استفاده می‌شود بیشتر نقوش گیاهی، حیوانی و هندسی است که گل، ستاره، عقربی، خورشیدی، خشتی را شامل می‌شود. طراحان لباس با توجه به این ظرفیت‌ها توانسته‌اند از رودوزی در لباس، اکسسسوری، پرده، کیف، تل، زیورآلات استفاده کنند. نقوش کار شده در این رشته در استان بوشهر نیز به‌شکل ذهنی و هندسی است و بیشتر برای تزیین شال‌های توری کاربرد دارد و در مراسم جشن و اعیاد مذهبی، مورد استفاده قرار می‌گیرد.